# U make 아이 dream
《U make 愛 dream》(일본어: ユー・メイク・アイ・ドリーム)은 KOTOKO의 싱글을 말한다.

## 개요
- 2008년 10월부터 서비스 개시된 3D생활공간 서비스 《ai sp@ce》의 테마송.
- DVD 동봉 초회한정판은 없었지만 CD-ROM판은 존재한다.

## 수록 곡
1. U make 愛 dream
작사 : KOTOKO/작곡 : KOTOKO, 다카세 가즈야/작곡 : 다카세 가즈야
  - 3D생활공간 서비스 《ai sp@ce》 테마 송
2. U make 愛 dream　-karaoke version-
3. U make 愛 dream　-instrumental version-